# Glen Maxey

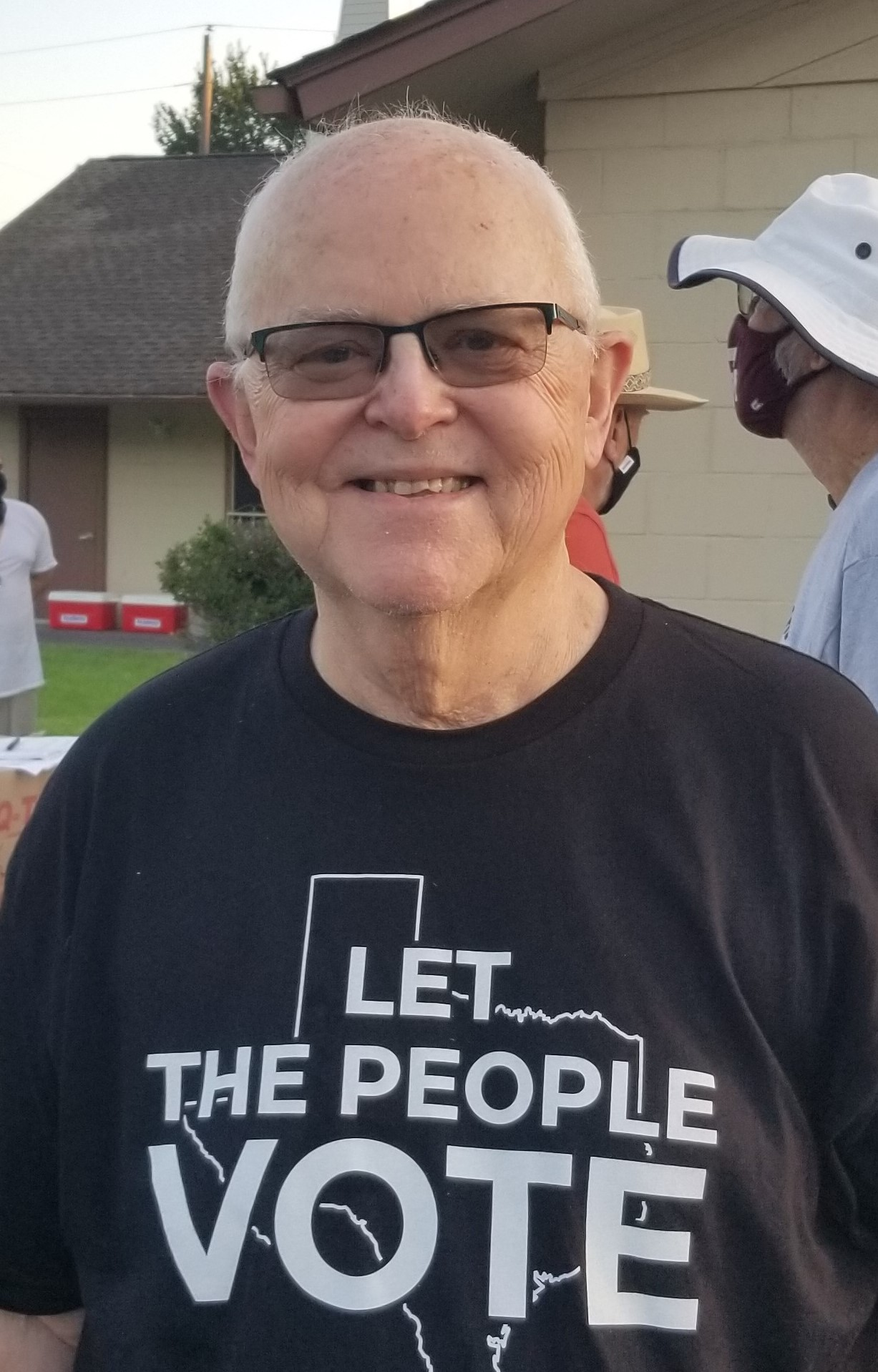
Glen Maxey, 2021

Glen Maxey (* 23. Februar 1952 in Texas) ist ein US-amerikanischer Politiker.

## Leben
Nach seiner Schulzeit studierte Maxey an der Sam Houston State University Pädagogik. Nach dem Studienende unterrichtete Maxey als Lehrer in Navasota, Texas.
Maxey wurde Mitglied der Demokratischen Partei. Von 1991 bis 2003 war Maxey Abgeordneter im Repräsentantenhaus von Texas. Seine Vorgängerin als Abgeordnete war Lena Guerrero;  sein Nachfolger wurde Eddie Rodriguez. Maxey wohnt in Austin, Texas.